# Михилс, Барт
Барт Михилс (нидерл. Bart Michiels; род. 30 октября 1986, Гент) — бельгийский шахматист, гроссмейстер (2014).
Двукратный чемпион Бельгии (2004 и 2011).
В составе сборной Бельгии участник 3-х Олимпиад (2010—2014) и 19-го командного первенства Европы (2013) в Варшаве.

## Изменения рейтинга
| Графики недоступны из-за технических проблем. См. информацию на Фабрикаторе и на mediawiki.org. |